# RPK
RPK (ryska: Ручной Пулемет Калашникова РПК) är ett kulsprutegevär som ersatte Degtjarovkulsprutan i Sovjetunionens väpnade styrkor. RPK har nu ersatts av RPK-74.
Vapnet liknar AK-47 men har en del väsentliga skillnader. Det har ett annat axelstöd och pipan är längre och tyngre. Det bakre siktet är mer avancerat med höjdinställning. RPK kan använda magasin avsedda för AK-47.